# Kritosaurus
Kritosaurus é um gênero parcialmente conhecido de dinossauro hadrossaurídeo do Cretáceo Superior que viveu na América do Norte, sendo semelhante a Gryposaurus, quando chegou a ser considerado um sinônimo. O nome genérico significa "lagarto separado" mas muitas vezes é mal traduzido como "lagarto nobre" em referência ao suposto "nariz romano" devido região nasal fragmentada e desarticulada do espécime original, que foi originalmente restaurada plana).

## Descoberta

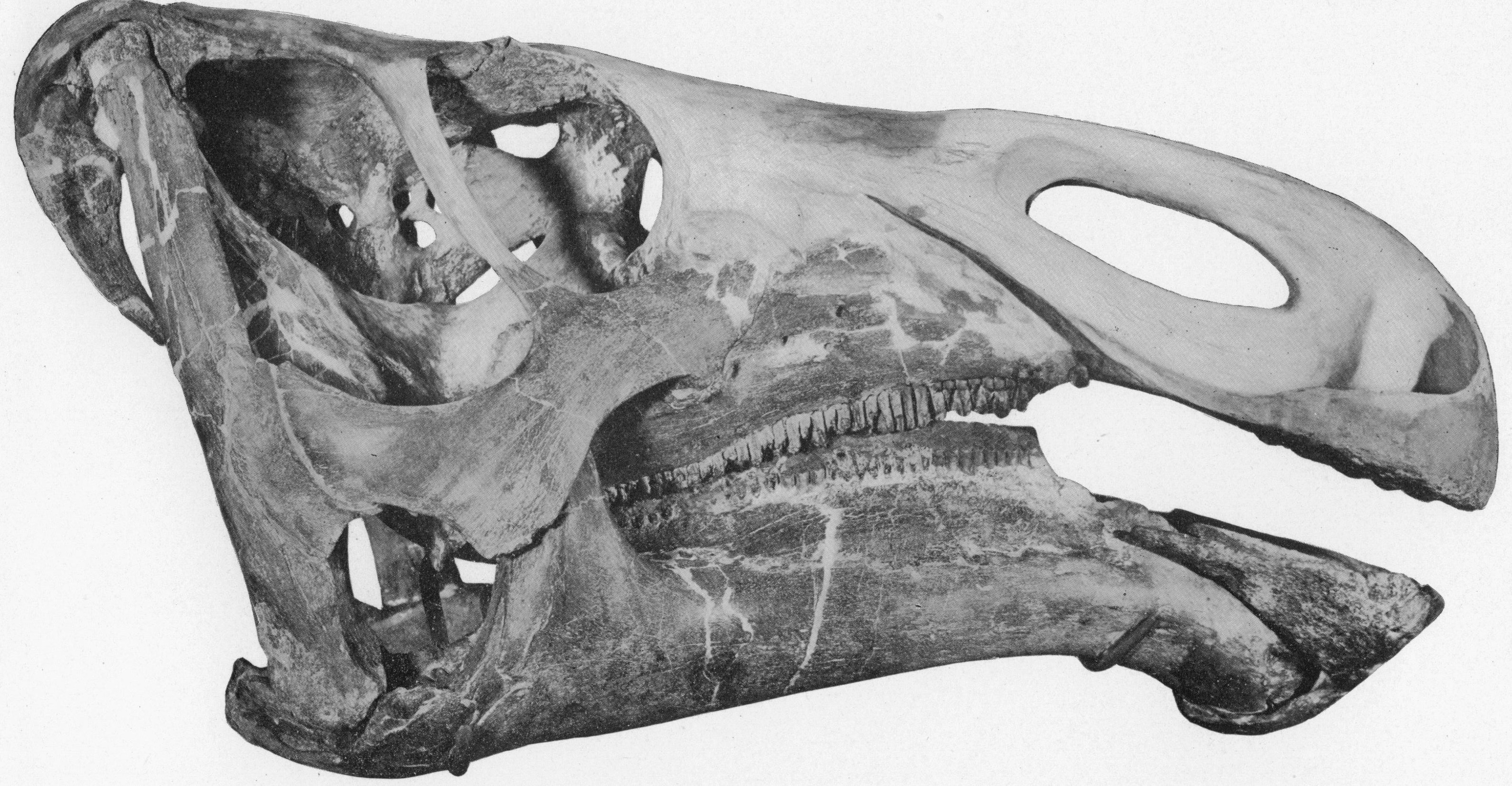
Reconstrução inicial de Barnum Brown do crânio do K. navajovius, 1910

Em 1904, Barnum Brown descobriu o espécime tipo (AMNH 5799) do Kritosaurus perto da Formação Ojo Alamo, Condado de San Juan, Novo México, Estados Unidos, enquanto acompanhava uma expedição anterior. Inicialmente, ele não conseguiu correlacionar definitivamente a estratigrafia, mas em 1916 foi capaz de estabelecê-la a partir do que hoje é conhecido como o Membro De-na-zin do final estágio Campaniano da Formação Kirtland. Quando descoberto, grande parte da frente do crânio havia se erodido ou fragmentado, e Brown reconstruiu essa parte depois do que hoje é chamado de Edmontosaurus, deixando de fora muitos fragmentos. No entanto, ele notou que algo estava diferente nos fragmentos, mas atribuiu as diferenças ao esmagamento. Ele inicialmente queria chamá-lo de Nectosaurus, mas descobriu que esse nome já estava em uso; Jan Versluys, que havia visitado Brown antes da mudança, vazou inadvertidamente a escolha anterior. Ele manteve o nome específico, porém, levando à combinação K. navajovius.
A publicação em 1914 do gênero canadense de focinho arqueado Gryposaurus  mudou a opinião de Brown sobre a anatomia do focinho de seu dinossauro. Voltando aos fragmentos, ele revisou a reconstrução anterior e deu a ela uma crista nasal arqueada semelhante a um Gryposaurus. Ele também sinonimizou Gryposaurus com Kritosaurus, um movimento apoiado por Charles Gilmore. Essa sinonímia foi usada durante a década de 1920 (a designação de William Parks de uma espécie canadense como Kritosaurus incurvimanus, agora considerada sinônimo de Gryposaurus notabilis) e tornou-se padrão após a publicação da monografia de Richard Swann Lull e Nelda Wright em 1942 sobre o Hadrossaurídeos norte americanos. Desta época até 1990, o Kritosaurus seria composto pelo menos pelas espécies-tipo K. navajovius, K. incurvimanus e K. notabilis, a antiga espécie-tipo de Gryposaurus. A espécie pouco conhecida Hadrosaurus breviceps (Marsh, 1889), conhecida de um dentário da Formação Judith River de Montana, do estágio Campaniano, também foi atribuída ao Kritosaurus por Lull e Wright, mas isso não é mais aceito.
No final dos anos 1970 e início dos anos 1980, o gênero Hadrosaurus entrou na discussão como um possível sinônimo de Kritosaurus, Gryposaurus ou ambos, particularmente em "dicionários de dinossauros" semi-técnicos. A The Illustrated Encyclopedia of Dinosaurs de David B. Norman usa Kritosaurus para o material canadense (Gryposaurus), mas identifica o esqueleto montado de K. incurvimanus como Hadrosaurus.
A sinonimização de Kritosaurus e Gryposaurus que durou de 1910 a 1990 levou a uma imagem distorcida do que o material original do Kritosaurus representava. Como o material canadense era muito mais completo, a maioria das representações e discussões sobre o Kritosaurus das décadas de 1920 a 1990 são mais aplicáveis ao Gryposaurus. Isso inclui, por exemplo, a discussão de James Hopson sobre a ornamentação craniana dos hadrossauros, e sua adaptação para o público na The Illustrated Encyclopedia of Dinosaurs.

### Espécies e materiais anteriormente atribuídos
Em 1984, o paleontólogo argentino José Fernando Bonaparte e seus colegas nomearam Kritosaurus australis para os ossos de hadrossauro da Formação Los Alamitos do final do Campaniano e início do Maastrichtiano do Rio Negro, Patagônia, Argentina. Em 2010, esta espécie foi considerada sinônimo de Secernosaurus koerneri. Análises posteriores provaram que os ossos pertenciam a um novo gênero. Assim, Huallasaurus foi nomeado por Rozadilla et al. (2022).
Em 1990, Jack Horner e David B. Weishampel mais uma vez separaram o Gryposaurus, citando a incerteza associada ao crânio parcial deste último. Horner em 1992 descreveu mais dois crânios do Novo México que ele alegou pertencer ao Kritosaurus e mostrou que era bem diferente do Gryposaurus, mas no ano seguinte Adrian Hunt e Spencer G. Lucas colocaram cada crânio em seu próprio gênero, criando Anasazisaurus e Naashoibitosaurus.
Adrian Hunt e Spencer G. Lucas, paleontólogos americanos, nomearam Anasazisaurus horneri em 1993. O nome foi derivado dos Anasazi, um antigo povo nativo americano, e da palavra grega sauros ("lagarto"). Os Anasazi eram famosos por suas moradias em penhascos, como as do Chaco Canyon, perto da localização dos restos fósseis do Anasazisaurus. O próprio termo "Anasazi" é na verdade uma palavra da língua Navajo, anaasází ("ancestrais inimigos"). A espécie foi nomeada em homenagem a Jack Horner, o paleontólogo americano que primeiro descreveu o crânio em 1992. O holótipo do crânio (e único espécime conhecido) foi coletado no final dos anos 1970 por um grupo de campo da Universidade Brigham Young que trabalhava no condado de San Juan, e está alojado na BYU como BYU 12950.

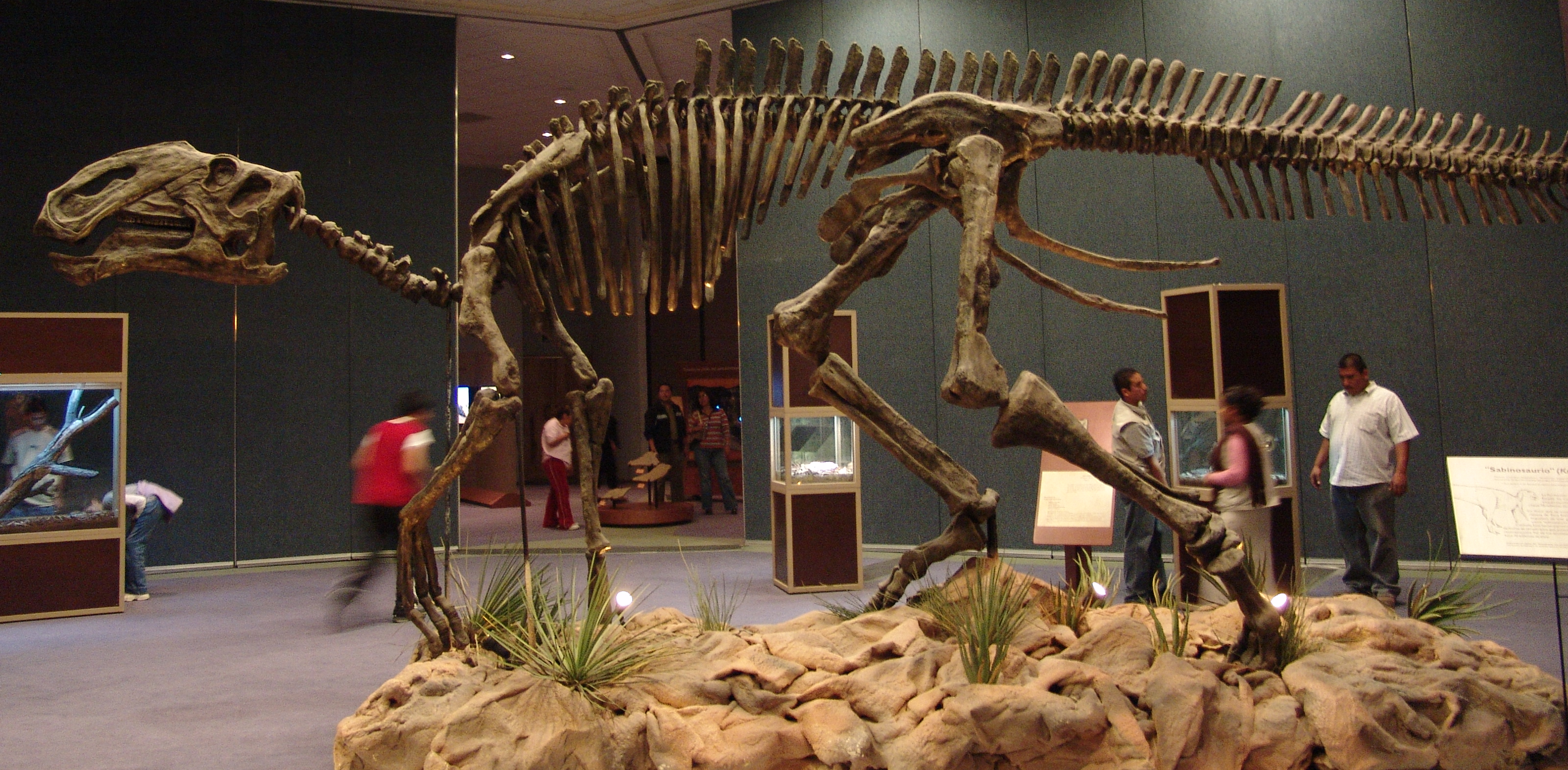
Espécime sem nome da Bacia de Sabinas no México, assigned to Kritosaurus sp. by Kirkland et al. (2006) mas considerado um Saurolophinae indeterminado por Prieto-Márquez (2013).

Horner originalmente atribuiu o crânio do Anasazisaurus ao Kritosaurus navajovius, mas Hunt e Lucas não conseguiram encontrar nenhuma característica diagnóstica no material limitado do Kritosaurus e julgaram o gênero como um nomen dubium. Uma vez que o crânio do Anasazisaurus tinha características próprias de diagnóstico, e não parecia compartilhar nenhuma característica única com o Kritosaurus, foi dado a ele o novo nome Anasazisaurus horneri, uma opinião que foi apoiada por alguns autores posteriores. Nem todos os autores concordaram com isso, Thomas E. Williamson em particular defendendo a interpretação original de Horner, e vários estudos subsequentes reconheceram ambos os gêneros distintos.
Um estudo abrangente do material conhecido do Kritosaurus publicado por Albert Prieto-Márquez em 2013 confirmou o status do Naashoibitosaurus como um gênero distinto, mas descobriu que os espécimes tipo de Kritosaurus e Anasazisaurus eram indistinguíveis ao comparar elementos sobrepostos (ou seja, apenas os ossos preservados em ambos os espécimes ). Prieto-Márquez, portanto, considerou Anasazisaurus como um sinônimo de Kritosaurus, mas manteve-o como a espécie distinta K. horneri.
Um esqueleto parcial da Bacia de Sabinas, no México, foi descrito como Kritosaurus sp. por Jim Kirkland e colegas, mas considerado um Saurolophinae indeterminado por Prieto-Márquez (2013). Este esqueleto é cerca de 20% maior do que outros espécimes conhecidos, com cerca de 11 metros de comprimento e com um ísquio distintamente curvo, e representa o maior membro de Saurolophinae norte-americano conhecido e bem documentado. Infelizmente, os ossos nasais também estão incompletos nos restos cranianos desse material.
Uma possivelmente segunda, mas confirmada como espécie válida de Kritosaurus, pode ter vivido na Formação Javelina ao lado de Kritosaurus navajovius.

## Descrição

Tamanho comparado ao humano

O tipo de espécime de Kritosaurus navajovius é representado apenas por um crânio parcial e maxilar inferior, com alguns restos pós-cranianos associados. A maior parte do focinho e o bico superior estão faltando. No entanto, esses restos sozinhos indicam um grande tamanho corporal, estimado em 9 metros de comprimento e 4 toneladas de peso.

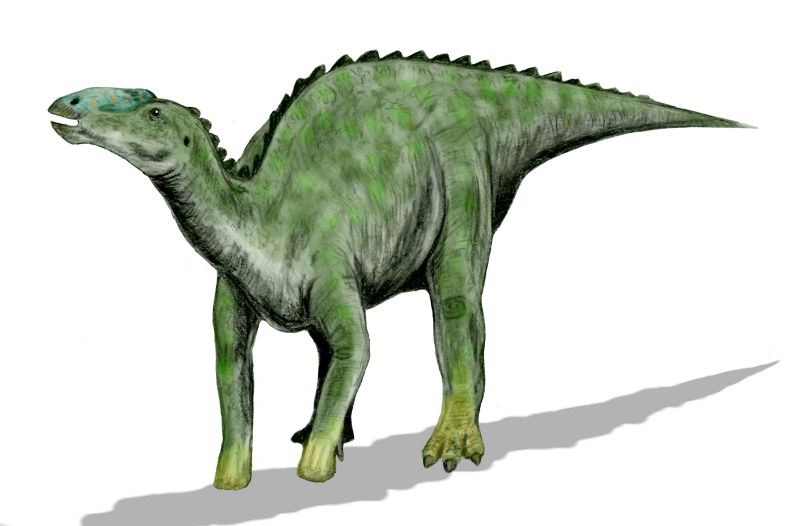
Restauração do animal em vida

O comprimento do crânio é estimado em 87 cm da ponta do bico superior até a base do quadrado que se articula com a mandíbula inferior na parte posterior do crânio. Com base no crânio originalmente referido ao Anasazisaurus, a forma da crista completa é a de uma aba ou flange de osso, das nasais, que se eleva entre e acima dos olhos e se dobra sob si mesma. Esta crista única permite distingui-lo de hadrossauros semelhantes, como o Gryposaurus. O topo da crista é rugoso e o comprimento máximo preservado do crânio pode chegar a 90 cm. Possíveis características diagnósticas do Kritosaurus incluem um predentário (bico inferior) sem crenulações semelhantes a dentes, uma curva acentuada para baixo nas mandíbulas inferiores perto do bico e uma maxila pesada e um tanto retangular (osso superior com dentes).
Segundo Prieto-Márquez, que rediagnosticou este gênero em 2013, o Kritosaurus pode ser distinguido com base nas seguintes características: o comprimento da margem dorsolateral da maxila é extenso, o jugal apresenta uma constrição orbital mais profunda que a infratemporal, a fenestra infratemporal é maior que a órbita e tem uma margem dorsal muito elevada acima da margem orbital dorsal em adultos, o osso frontal participa da margem orbital, a presença de processos parassagitais caudais emparelhados dos nasais repousando sobre os ossos frontais.

## Classificação
Kritosaurus era um ornitópode hadrossaurídeo, um dinossauro bico de pato de cabeça achatada ou crista sólida. Embora muitas espécies e espécimes tenham sido referidos ao gênero no passado, a maioria deles não mostra as características distintivas compartilhadas para permitir que sejam consideradas parte do gênero, ou foram sinonimizadas com outros gêneros de hadrossaurídeos. O parente mais próximo do Kritosaurus navajovius é Anasazisaurus horneri (ou Kritosaurus horneri), que, junto com parentes próximos como Gryposaurus e Secernosaurus, formam um clado chamado Kritosaurini dentro do clado maior Saurolophinae. A localização e o tempo separam o Kritosaurus e o Gryposaurus ligeiramente mais antigo, principalmente o táxon canadense, junto com alguns detalhes cranianos.
O seguinte é um cladograma baseado na análise filogenética realizada por Prieto-Márquez e Wagner em 2012, mostrando as relações de Kritosaurus entre os outros membros de Kritosaurini:
|  | Gryposaurus latidens                                                                |
|  |                                                                                     |
|  | \| \| Gryposaurus notabilis \| \| \| \| \| \| Gryposaurus monumentensis \| \| \| \| |
|  |                                                                                     |
|  | Gryposaurus notabilis                                                               |
|  |                                                                                     |
|  | Gryposaurus monumentensis                                                           |
|  |                                                                                     |

|  | Gryposaurus notabilis     |
|  |                           |
|  | Gryposaurus monumentensis |
|  |                           |

|  | Aquilarhinus palimentus                                       |
|  |                                                               |
|  | \| \| Secernosaurus \| \| \| \| \| \| Willinakaqe \| \| \| \| |
|  |                                                               |
|  | Secernosaurus                                                 |
|  |                                                               |
|  | Willinakaqe                                                   |
|  |                                                               |

|  | Secernosaurus |
|  |               |
|  | Willinakaqe   |
|  |               |

|  | Gryposaurus latidens                                                                |
|  |                                                                                     |
|  | \| \| Gryposaurus notabilis \| \| \| \| \| \| Gryposaurus monumentensis \| \| \| \| |
|  |                                                                                     |
|  | Gryposaurus notabilis                                                               |
|  |                                                                                     |
|  | Gryposaurus monumentensis                                                           |
|  |                                                                                     |

|  | Gryposaurus notabilis     |
|  |                           |
|  | Gryposaurus monumentensis |
|  |                           |

|  | Aquilarhinus palimentus                                       |
|  |                                                               |
|  | \| \| Secernosaurus \| \| \| \| \| \| Willinakaqe \| \| \| \| |
|  |                                                               |
|  | Secernosaurus                                                 |
|  |                                                               |
|  | Willinakaqe                                                   |
|  |                                                               |

|  | Secernosaurus |
|  |               |
|  | Willinakaqe   |
|  |               |

|  | Gryposaurus latidens                                                                |
|  |                                                                                     |
|  | \| \| Gryposaurus notabilis \| \| \| \| \| \| Gryposaurus monumentensis \| \| \| \| |
|  |                                                                                     |
|  | Gryposaurus notabilis                                                               |
|  |                                                                                     |
|  | Gryposaurus monumentensis                                                           |
|  |                                                                                     |

|  | Gryposaurus notabilis     |
|  |                           |
|  | Gryposaurus monumentensis |
|  |                           |

|  | Aquilarhinus palimentus                                       |
|  |                                                               |
|  | \| \| Secernosaurus \| \| \| \| \| \| Willinakaqe \| \| \| \| |
|  |                                                               |
|  | Secernosaurus                                                 |
|  |                                                               |
|  | Willinakaqe                                                   |
|  |                                                               |

|  | Secernosaurus |
|  |               |
|  | Willinakaqe   |
|  |               |

|  | Gryposaurus latidens                                                                |
|  |                                                                                     |
|  | \| \| Gryposaurus notabilis \| \| \| \| \| \| Gryposaurus monumentensis \| \| \| \| |
|  |                                                                                     |
|  | Gryposaurus notabilis                                                               |
|  |                                                                                     |
|  | Gryposaurus monumentensis                                                           |
|  |                                                                                     |

|  | Gryposaurus notabilis     |
|  |                           |
|  | Gryposaurus monumentensis |
|  |                           |

|  | Aquilarhinus palimentus                                       |
|  |                                                               |
|  | \| \| Secernosaurus \| \| \| \| \| \| Willinakaqe \| \| \| \| |
|  |                                                               |
|  | Secernosaurus                                                 |
|  |                                                               |
|  | Willinakaqe                                                   |
|  |                                                               |

|  | Secernosaurus |
|  |               |
|  | Willinakaqe   |
|  |               |

|  | Gryposaurus latidens                                                                |
|  |                                                                                     |
|  | \| \| Gryposaurus notabilis \| \| \| \| \| \| Gryposaurus monumentensis \| \| \| \| |
|  |                                                                                     |
|  | Gryposaurus notabilis                                                               |
|  |                                                                                     |
|  | Gryposaurus monumentensis                                                           |
|  |                                                                                     |

|  | Gryposaurus notabilis     |
|  |                           |
|  | Gryposaurus monumentensis |
|  |                           |

|  | Aquilarhinus palimentus                                       |
|  |                                                               |
|  | \| \| Secernosaurus \| \| \| \| \| \| Willinakaqe \| \| \| \| |
|  |                                                               |
|  | Secernosaurus                                                 |
|  |                                                               |
|  | Willinakaqe                                                   |
|  |                                                               |

|  | Secernosaurus |
|  |               |
|  | Willinakaqe   |
|  |               |

|  | Gryposaurus latidens                                                                |
|  |                                                                                     |
|  | \| \| Gryposaurus notabilis \| \| \| \| \| \| Gryposaurus monumentensis \| \| \| \| |
|  |                                                                                     |
|  | Gryposaurus notabilis                                                               |
|  |                                                                                     |
|  | Gryposaurus monumentensis                                                           |
|  |                                                                                     |

|  | Gryposaurus notabilis     |
|  |                           |
|  | Gryposaurus monumentensis |
|  |                           |

|  | Aquilarhinus palimentus                                       |
|  |                                                               |
|  | \| \| Secernosaurus \| \| \| \| \| \| Willinakaqe \| \| \| \| |
|  |                                                               |
|  | Secernosaurus                                                 |
|  |                                                               |
|  | Willinakaqe                                                   |
|  |                                                               |

|  | Secernosaurus |
|  |               |
|  | Willinakaqe   |
|  |               |

|  | Gryposaurus latidens                                                                |
|  |                                                                                     |
|  | \| \| Gryposaurus notabilis \| \| \| \| \| \| Gryposaurus monumentensis \| \| \| \| |
|  |                                                                                     |
|  | Gryposaurus notabilis                                                               |
|  |                                                                                     |
|  | Gryposaurus monumentensis                                                           |
|  |                                                                                     |

|  | Gryposaurus notabilis     |
|  |                           |
|  | Gryposaurus monumentensis |
|  |                           |

|  | Aquilarhinus palimentus                                       |
|  |                                                               |
|  | \| \| Secernosaurus \| \| \| \| \| \| Willinakaqe \| \| \| \| |
|  |                                                               |
|  | Secernosaurus                                                 |
|  |                                                               |
|  | Willinakaqe                                                   |
|  |                                                               |

|  | Secernosaurus |
|  |               |
|  | Willinakaqe   |
|  |               |

|  | Gryposaurus latidens                                                                |
|  |                                                                                     |
|  | \| \| Gryposaurus notabilis \| \| \| \| \| \| Gryposaurus monumentensis \| \| \| \| |
|  |                                                                                     |
|  | Gryposaurus notabilis                                                               |
|  |                                                                                     |
|  | Gryposaurus monumentensis                                                           |
|  |                                                                                     |

|  | Gryposaurus notabilis     |
|  |                           |
|  | Gryposaurus monumentensis |
|  |                           |

|  | Aquilarhinus palimentus                                       |
|  |                                                               |
|  | \| \| Secernosaurus \| \| \| \| \| \| Willinakaqe \| \| \| \| |
|  |                                                               |
|  | Secernosaurus                                                 |
|  |                                                               |
|  | Willinakaqe                                                   |
|  |                                                               |

|  | Secernosaurus |
|  |               |
|  | Willinakaqe   |
|  |               |

## Paleobiologia
A crista nasal do Kritosaurus, qualquer que seja sua forma verdadeira, pode ter sido usada para uma variedade de funções sociais, como identificação de sexos ou espécies e classificação social. Pode ter havido sacos de ar infláveis flanqueando-o para sinalização visual e auditiva.

### Dieta e alimentação

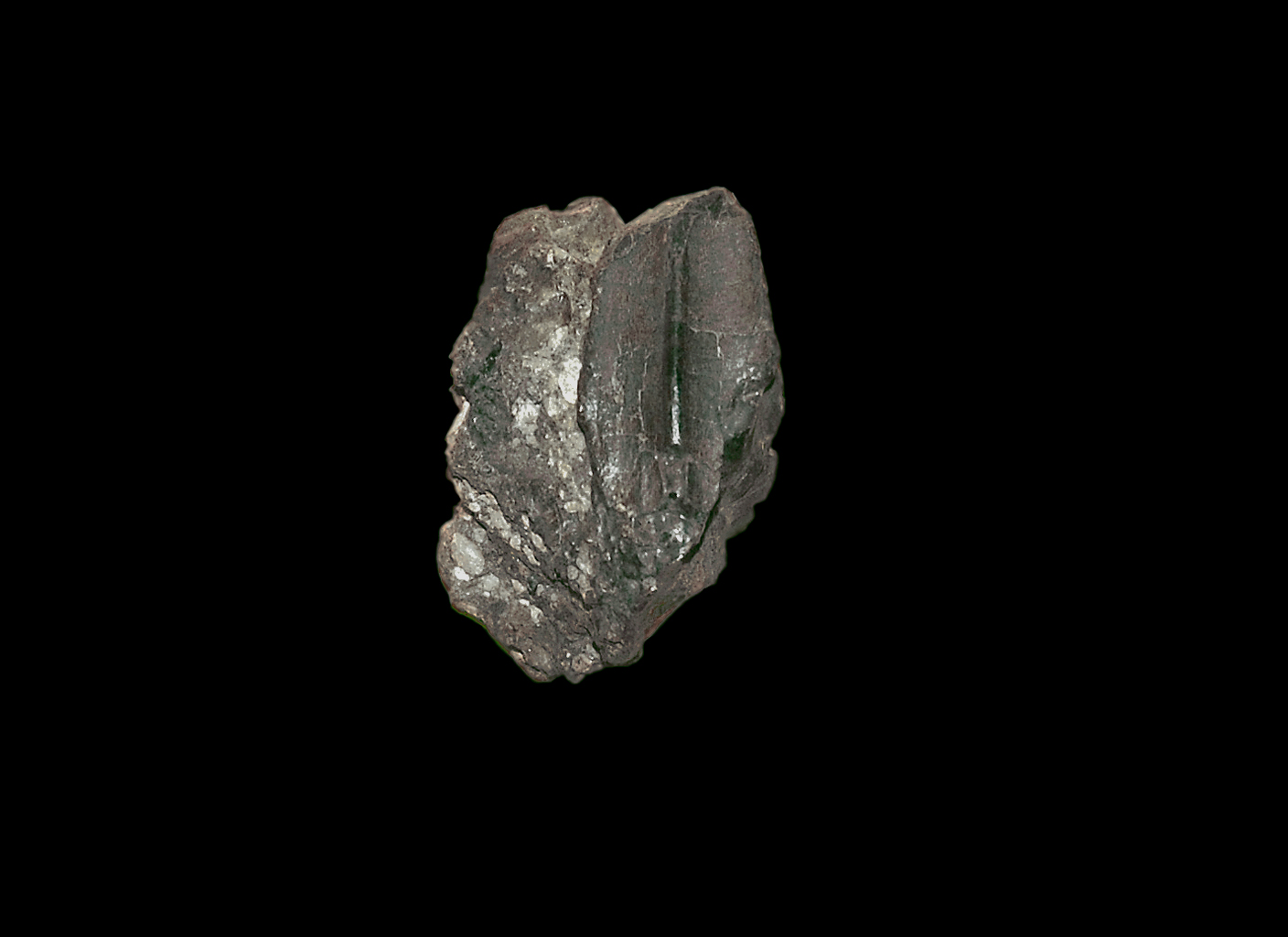
Dente de Kritosaurus, Museu Cívico de História Natural de Milão

Como um hadrossaurídeo, o Kritosaurus teria sido um grande herbívoro bípede/quadrúpede, comendo plantas com um crânio sofisticado que permitia um movimento de trituração análogo ao da mastigação. Seus dentes eram continuamente substituídos e embalados em baterias dentais que continham centenas de dentes, apenas um punhado relativo dos quais estava em uso a qualquer momento. O material vegetal teria sido colhido por seu bico largo e mantido nas mandíbulas por um órgão semelhante a uma bochecha. A alimentação seria rasteira, porém com capacidade de buscar folhagens em arbustos ou árvores de até quatro metros de altura.

## Paleoecologia

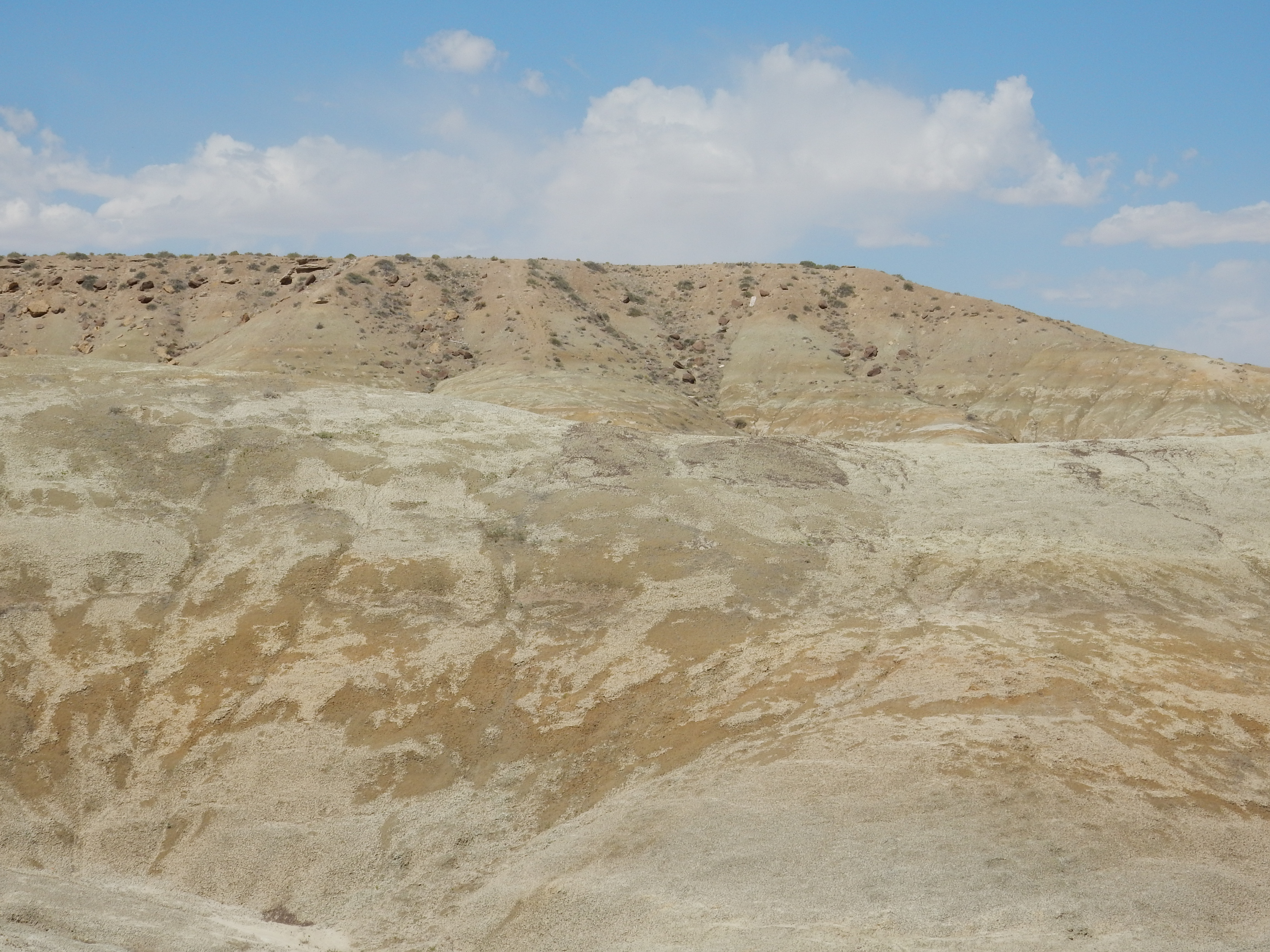
Formação de Kirtland

O Kritosaurus foi descoberto no Membro De-na-zin da Formação Kirtland. Esta formação é datada do final do estágio Campaniano do Período Cretáceo Superior (74 a 70 milhões de anos atrás), e também é a fonte de vários outros dinossauros, como Alamosaurus, uma espécie de Parasaurolophus, Pentaceratops, Nodocephalosaurus, Saurornitholestes e Bistahieversor. A Formação Kirtland é interpretada como planícies de inundação do rio que aparecem após um recuo do Mar Interior Ocidental. As coníferas eram as plantas dominantes, e os dinossauros com chifres casmossauríneos parecem ter sido mais comuns do que os hadrossaurídeos. A presença de Parasaurolophus e Kritosaurus em sítios fósseis de latitude norte pode representar intercâmbio faunístico entre os biomas do norte e do sul, de outra forma distintos, no Cretáceo Superior da América do Norte. Ambos os táxons são incomuns fora do bioma sul, onde, junto com os Pentaceratops, são membros predominantes da fauna.
A distribuição geográfica dos restos mortais do Kritosaurus na América do Norte foi expandida pela descoberta de ossos da Formação Aguja do Texas, incluindo um crânio, embora este espécime tenha recebido seu próprio nome de gênero, Aquilarhinus, em 2019. Além disso, um crânio parcial de Coahuila, no México, foi atribuído a K. navajovius.
Desde as décadas de 1910 e 1930, Barnum Brown descreveu que uma espécie não subscrita de Kritosaurus, o candidato mais provável sendo o Kritosaurus navajovius, habitou o final da Formação Ojo Alamo, datada do Maastrichtiano, onde o primeiro espécime de Kritosaurus foi desenterrado, no Novo México, bem como na Javelina e a Formação El Picacho no Texas, que era um ambiente do tipo planície de inundação na época do Cretáceo. Charles W. Gilmore também fez anotações sobre as pesquisas de trabalho de Brown e descobertas da Formação Ojo Alamo enquanto fazia pesquisas na Formação North Horn em Utah, bem como pesquisava a própria Formação Ojo Alamo. Esses fósseis podem ser de uma espécie desconhecida de hadrossauro ou de um espécime não descrito de Kritosaurus ou Kritosaurus navajovius. No entanto, nem toda a comunidade paleontológica concorda com a idade do holótipo do Kritosaurus descoberto por Barnum Brown. Isso se deve à inconformidade que divide a Formação Ojo Alamo em duas partes; o membro Naashoibito mais velho, que se sobrepõe à Formação Kirtland do estágio Campaniano, e o membro Kimbeto mais jovem. A partir dos anos 2000 e 2010, mais pesquisas nessa área, bem como nas formações fósseis próximas em estados vizinhos, trouxeram mais informações sobre eles. Este problema provavelmente será resolvido no futuro.
No entanto, restos confirmados de Kritosaurus, possivelmente pertencentes a K. navajovius, cf. K. navajovius, e possivelmente uma nova espécie, foram descobertos na Formação Javelina e na Formação El Picacho no Texas. Nestas regiões, este género conviveu com numerosas espécies de dinossauros incluindo o saurópode Alamosaurus, os ceratopsianos Bravoceratops, Ojoceratops, Torosaurus e uma possível espécie de Eotriceratops, hadrossauros que incluía uma possível espécie de Edmontosaurus annectens, um hadrossauro muito semelhante a Saurolophus e Gryposaurus e o nodossauro blindado Glyptodontopelta.